# Manuel Štrlek
Manuel Štrlek, né le 1er décembre 1988 à Zagreb, est un joueur croate de handball. Il joue au poste d'ailier gauche.

## Biographie
À l'âge de 21 ans seulement, il est sélectionné avec l'équipe de Croatie pour participer au championnat d'Europe 2010. Il termine le tournoi à la seconde place derrière l'équipe de France et est élu meilleur ailier gauche de la compétition. Il fait partie de la nouvelle génération croate, avec Mirko Alilović et Domagoj Duvnjak.
À l'intersaison 2012 il rejoint l'ambitieuse équipe polonaise du KS Kielce qui aspire à jouer un rôle dans la prestigieuse EHF Champions League. Il y rejoint ses compatriotes Denis Buntic, Zeljko Musa et Ivan Čupić. Dominateur sur la scène nationale avec 4 doublés championnat-coupe, Kielce et Štrlek remportent également la Ligue des champions 2015-2016.

## Palmarès

### En clubs
Compétitions internationales
- Vainqueur de la Ligue des champions (1) : 2015-2016

Compétitions nationales
- Vainqueur du Championnat de Croatie (6) : 2007, 2008, 2009, 2010, 2011 et 2012
- Vainqueur de la Coupe de Croatie (6) : 2007, 2008, 2009 et 2010
- Vainqueur du championnat de Pologne (6) : 2013, 2014, 2015, 2016, 2017, 2018
- Vainqueur de la coupe de Pologne (6) : 2013, 2014, 2015, 2016, 2017, 2018
- Vainqueur du Championnat de Hongrie (1) : 2019, 2023
- Vainqueur de la coupe de Hongrie (1) : 2023

### En sélection nationale
Jeux olympiques
- Médaille de bronze aux Jeux olympiques de 2012 à Londres
- 6e place aux Jeux olympiques de 2016 à Rio de Janeiro

Championnats d'Europe
- Médaille d'argent au Championnat d'Europe 2010 en Autriche
- Médaille de bronze au Championnat d'Europe 2012 en Serbie
- 4e place au Championnat d'Europe 2014 au Danemark
- Médaille de bronze au Championnat d'Europe 2016 en Pologne
- 5e place au Championnat d'Europe 2018 en Croatie

Championnats du monde
- Médaille de bronze au Championnat du monde 2013 en Espagne
- 6e place au Championnat du monde 2015 au Qatar
- 4e place au Championnat du monde 2017 en France
- 6e place au Championnat du monde 2019 au Danemark/Allemagne

### Récompenses individuelles
- Élu meilleur ailier gauche du Championnats d'Europe (3) : 2010, 2016 et 2018
- Élu meilleur ailier gauche de la Ligue des champions 2015-2016
- Élu handballeur croate de l'année en 2016